# Patrizia Laquidara
Patrizia Laquidara (Catane, 29 octobre 1972) est une chanteuse italienne.

## Biographie
Patrizia Laquidara naît à Catane, en Sicile, le 29 octobre 1972. Sa famille se déplace tôt dans une petite ville en province de Vicence, dans le nord, où elle commence à étudier la musique et à chanter dans les pianos-bars en fin de semaine.
En 1998 elle gagne un cours à l'école de musique CET, comme auteur et interprète de la musique populaire de la Lombardie et de la Vénétie. Cette école est dirigée par le célèbre Mogol, auteur des textes des chansons de Lucio Battisti.
Elle s'intéresse aussi à la musique de plusieurs pays de la Méditerranée et de l'Europe centrale et balkanique et forme le groupe Hotel Rif, avec qui elle est souvent en tournée en Italie.
En 1999 l'une de ses chansons, "Stella nascente" (Étoile naissante) fait partie d'un album titré "Canzoni per Ornella Vanoni e Mario Lavezzi", mais son vrai amour à l'époque est pour la musique brésilienne. En effet son premier album solo est titré "Para você querido Caé" et il est dédié à Caetano Veloso.
Ensuite, la chanson "Agisce", composée avec la collaboration de Bungaro, reçoit le Prix Città di Recanati comme meilleure musique et interprétation.
En 2003 elle participe au Festival de Sanremo, dans la section jeunes, avec la chanson "Lividi e fiori", composée aussi avec Bungaro, et gagne le Prix Mia Martini de la critique et aussi le Prix Alex Baroni pour la meilleure interprétation.
Cette même année elle publie l'album "Indirizzo Portoghese" et part en tournée avec "Indirizzo portoghese live".
En même temps, elle s'intéresse à maintes autres projets, comme la collaboration avec la pianiste Debora Petrina ou les musiques du film "Leçons d'amour à l'italienne" (Manuale d'amore), par Giovanni Veronesi, comme la célèbre "Noite e luar", en langue portugaise.
En 2006 elle participe au festival international de musique ethnique et contemporaine "Suoni dell'altro mondo" et aussi au
"Premio Tenco".
En 2007 elle publie Funambola, son troisième album, produit par Arto Lindsay et Patrick Dillet. La plupart des chansons sont composées par elle-même, parfois avec la collaboration de musiciens comme Tony Canto, Joe Barbieri, Giulio Casale et Kaballà.

Elle reçoit aussi le "Prix Maschera d'Oro" par le Conservatoire de Bologne, comme chanteuse de musique populaire.
En 2008 elle est en tournée en Italie avec Funambola et chante aussi dans la pièce de théâtre musical "Cristiani di Allah", par Massimo Carlotto.
Elle donne aussi des concerts avec le pianiste Alfonso Santimone, 
à la recherche de sonorités électroniques et à la découverte de chansons de la tradition japonaise, en démontrant ainsi tout son éclectisme.
Elle chante aussi dans "Creuza de luna", un voyage poétique et musical qui part de l'Italie et arrive en Amérique Latine, en passant par l'Espagne et le Portugal.
Elle participe à Etnafest, à Catane, et chante dans le Festivalguer de Alghero et à l'Expo de Cagliari.
En décembre, elle chante dans une émission tv sur Rai Due et présente sa chanson "Ziza" et un vidéo musical.
En 2009 Patrizia participe à "Musica dei cieli" (Musique des cieux), à Vicence et donne un concert de chants de Noël dans le grand Auditorium de Rome.

Elle est présente aussi au "Festival de la Nouvelle Chanson Sicilienne", avec la chanson "Su li stiddi" et part ensuite pour Lisbonne pour la "Festa do Cinema Italiano", un festival cinématographique qui emploie sa chanson "Personaggio" comme emblème. Elle donne trois concerts dans la ville, dont le plus important au Cabaret Maxime.

Elle vole ensuite au Maroc, où elle donne le concert "Musiques populaires de la Méditerranée", dans la ville de Casablanca.

Après le retour en Italie, elle obtient le "Prix Giovanni Paisiello", qui fait partie des "Magna Grecia Awards", avec la motivation suivante: "Le phénomène musical, l'équilibre entre les aigus et les nuances de la prononciation des mots, rendent sa voix une mélodie unique, Patrizia Laquidara rehausse vieilles sonorités et entre sur scène, les pieds nus, pour laisser son empreinte inédite dans les intimes sanctuaires de chaque cœur qui, devant elle, s'ouvre à des nouveaux rythmes".

Sa chanson "Assenza" fait partie de l'album "Capo Verde terra d'amore vol. I", une récolte de musiques de Cap-Vert, chantées par des artistes italiens. La recette de cet album est affectée au programme alimentaire Onu pour les enfants.

Elle participe à une émission tv de Rai Due, puis elle commence en Jouillet sa tournée aux États-Unis, qui la porte à Seattle, San Francisco, Los Angeles et New York.

En octobre elle donne un concert dans le prestigieux club The Blue Note, à Milan, et elle annonce aussi qu'un nouveau disque est en préparation.

Le 31 décembre, elle participe au concert de Piazza dei Signori, à Vicence.

## Discographie

### Albums
- Para você querido Caé (Audio Records/Velut Luna - 2001)
- Indirizzo portoghese (Genius Records/Virgin Music - 2003)
- Funambola (Ponderosa Music&Art - 2007)

### Singles
- Agisce (2003)
- Lividi e fiori (2003)
- Per causa d'amore
- Indirizzo Portoghese
- Parlami d'amore, Mariù
- Le cose (2007)
- Personaggio (2008)
- Ziza (2008)

### Récoltes
- Stella nascente, dans l'album "Canzoni per Ornella Vanoni e Mario Lavezzi" (1999)
- Assenza, dans l'album "Capo Verde terra d'amore vol. I" (2009)

## Filmographie
- Leçons d'amour à l'italienne (Manuale d'amore) de Giovanni Veronesi (2005)